# Anna-Karin Heijdenberg
Anna-Karin Heijdenberg (Östersund, 22 de julio de 2000) es una deportista sueca que compite en biatlón. Ganó tres medallas en el Campeonato Europeo de Biatlón de 2025, oro en velocidad, plata en persecución y bronce en la prueba individual.

## Palmarés internacional
| Campeonato Europeo | Campeonato Europeo | Campeonato Europeo | Campeonato Europeo |
| Año                | Lugar              | Medalla            | Prueba             |
| ------------------ | ------------------ | ------------------ | ------------------ |
| 2025               | Martello (Italia)  | Medalla de oro     | Velocidad          |
| 2025               | Martello (Italia)  | Medalla de plata   | Persecución        |
| 2025               | Martello (Italia)  | Medalla de bronce  | Individual         |